# Dukat i pribadače
Dukat i pribadače četvrti je studijski album zagrebačkog rock sastava Aerodrom, koji izlazi 1984.g. Album snimaju kao trojka s novim bubnjarom Nenadom Smoljanovićem. Umjesto Zorana Kraša na klavijature dolazi Rajko Dujmić, koji je ujedno i producent na albumu. Materijal na albumu donosi im nekoliko hitova "Fratello", "24 sata dnevno" i "Digni me visoko".

## Popis pjesama
1. "7 milja iznad mora"
2. "Daj neku lovu"
3. "Puno mi je trebalo"
4. "Fratello"
5. "Laž"
6. "Digni me visoko"
7. "Dukat i pribadače"
8. "24 sata dnevno"
9. "Reci mi što čuješ"
10. "Jedan, dva, tri"
11. "Novogodišnja noć"

## Izvođači
- Remo Cartagine - bas-gitara
- Jurica Pađen - gitare, vokali
- Nenad Smoljanović - bubnjevi, udaraljke

## Vanjske poveznice
- Službeni Instagram profil sastava
- Službeni Facebook profil sastava
- Službeni Youtube kanal sastava